# Kishinouyeidae
Kishinouyeidae är en familj av nässeldjur som beskrevs av Uchida 1929. Enligt Catalogue of Life ingår Kishinouyeidae i ordningen bägarmaneter, klassen Staurozoa, fylumet nässeldjur och riket djur, men enligt Dyntaxa är tillhörigheten istället ordningen bägarmaneter, klassen maneter, fylumet nässeldjur och riket djur. Enligt Catalogue of Life omfattar familjen Kishinouyeidae 9 arter. 
Kladogram enligt Catalogue of Life och Dyntaxa:
| Kishinouyeidae | \| \| Kishinouyea \| \| \| \| \| \| Lucernariopsis \| \| \| \| \| \| Sasakiella \| \| \| \| |
|                | \| \| Kishinouyea \| \| \| \| \| \| Lucernariopsis \| \| \| \| \| \| Sasakiella \| \| \| \| |
|                | Depastridae                                                                                 |
|                |                                                                                             |
|                | Kyopodidae                                                                                  |
|                |                                                                                             |
|                | Lipkeidae                                                                                   |
|                |                                                                                             |
|                | Lucernaridae                                                                                |
|                |                                                                                             |
|                | Lucernariidae                                                                               |
|                |                                                                                             |
|                | Tesseranthidae                                                                              |
|                |                                                                                             |
|                | Kishinouyea                                                                                 |
|                |                                                                                             |
|                | Lucernariopsis                                                                              |
|                |                                                                                             |
|                | Sasakiella                                                                                  |
|                |                                                                                             |

|  | Kishinouyea    |
|  |                |
|  | Lucernariopsis |
|  |                |
|  | Sasakiella     |
|  |                |